# Оширо, Ник
Ник Оширо родился 29 июля 1978 года — американский музыкант играющий в жанре индастриал-метал и известный, как бывший барабанщик группы Static-X. Раньше он играл в южноафриканской постгранж-группе Seether.

## Детство
Интерес к музыке у Ника Оширо возник в возрасте 10 лет после того как он увидел клип группы Whitesnake, после этого он решил заниматься музыкой на профессиональном уровне. Свои первые музыкальные навыки он приобретал на сделанной его отцом ударной установке. Как Ник Оширо говорил позже о ней: «Она была сделана из кастрюль и горшков».

## Карьера
В 2002 году он присоединился к южноафриканской постгранж-группе Seether. В её составе он пробыл два года и записал два альбома Disclaimer и Disclaimer II. В конце 2003 года Ник Оширо присоединился к группе Static-X, но так как альбом Shadow Zone, был записан с привлечением в качестве сессионного музыканта, барабанщика Джоша Фриза, так как перед самым началом записи Shadow Zone, Кен Джей покинул группу из-за музыкальных и политических различий, Ник Оширо был окончательно отобран в качестве нового и постоянного барабанщика Static-X, после концертных выступлений.

## Оборудование
Ник Оширо использует Tama барабаны (Starclassic Maple in Blue Galaxy Fade), тарелки Sabian, барабанные палочки Vater и барабанные пластики Remo.

## Стиль
Ник Оширо играет в таких музыкальных стилях как: индастриал-метал, ню-метал, постгранж, альтернативный метал. Ник Оширо называет наиболее повлиявших на него музыкантов Эйб Каннингем, Морган Роуз и Тим Александер.

## Дискография

### Seether
- Disclaimer (2002)
- Disclaimer II (2004)

### Static-X
- Shadow Zone † (2003)
- Beneath... Between... Beyond... †† (2004)
- Start a War (2005)
- Cannibal (2007)

- Cult of Static (2009)

† Ник участвовал только видеоклипах и на концертах, и партии на ударных исполнял Джон Фриз
†† Во время выпуска сборника Beneath...Between...Beyond... Ник как тоже участвует записи, однако партии на ударных он не исполнял ни в многих песен